# Wittevrouwenveld
Wittevrouwenveld (soms afgekort WVV), in het verleden aangeduid als Oostermaas, is een woonwijk in het oosten van de Nederlandse stad Maastricht. Het is een van de 44 officiële buurten binnen de gemeente Maastricht. Wittevrouwenveld stond vroeger bekend als een typische arbeidersbuurt. Door het gereedkomen van de Koning Willem-Alexandertunnel en daarmee gepaard gaande investeringen ondergaat de buurt grote transformaties.

## Ligging en verkeer
Wittevrouwenveld grenst aan de westzijde aan de voormalige stadstraverse van de autoweg A2, vroeger President Rooseveltlaan geheten. Nu het doorgaande verkeer via de Koning Willem-Alexandertunnel ondergronds is geleid, is op het tunneldak een parkachtige stadsstraat ontstaan, de zogenaamde 'Parklaan' of 'Groene Loper'. Aan de andere kant van de Parklaan ligt Wyckerpoort, waarmee Wittevrouwenveld nauw verbonden is. Iets noordelijker ligt Nazareth. Aan de noordoostkant van de buurt ligt Amby, aan de zuidoostzijde Scharn.
De buurt wordt doorsneden door de drukke Terblijterweg, tot 2016 onderdeel van de N590. Aan de zuidkant ligt een andere drukke verkeersader, de Scharnerweg.

## Geschiedenis

### Tot 1920: landelijk gebied
Op de plaats van het huidige Theater aan het Vrijthof stond vroeger het Wittevrouwenklooster van de Zusters Penitenten van Maria Magdalena, die vanwege hun kleding zo werden genoemd. Het klooster bezat landerijen aan de oostkant van de stad, een gebied dat al in 1527 werd aangeduid als Wittevrouwenveld. Deze landerijen werden bewerkt vanuit een centrale hof, de Wittevrouwenhof (tegenwoordig in Scharn).
De Scharnerweg was onderdeel van een belangrijke route naar Aken, de Oude Akerweg. Ongeveer ter hoogte van de huidige kruising Scharnerweg-Eburonenweg lag aan de noordzijde van de weg de leprozerie, ook wel "Lazerije" of "Het Siecken" genoemd. Deze werd al in de 12e eeuw vermeld als afgezonderd onderkomen voor de Maastrichtse melaatsen. In 1503 werd het herbouwd, bij het beleg van 1673 raakte het zwaar beschadigd en in 1697 werd het op last van het stadsbestuur afgebroken. Het vermogen van Het Siecken werd overgeheveld naar de Armentafel van de Heilige Geest, nadat een deel ervan was gebruikt voor de verbetering van het pesthuis bij het Capucijnenklooster. In deze omgeving  lag ook een galgenveld.
Eind 19e eeuw zochten steeds meer Maastrichtenaren de periferie van de stad op. Langs de Scharnerweg ontstond een lintbebouwing van herenhuizen en villa's (o.a. Villa Roovers en Villa Aldegonda), afgewisseld met enkele boerenhoeves die uit een vroeger tijdperk waren overgebleven. In 1895 werd in het noordelijk deel van de huidige buurt een wielerbaan gerealiseerd. De betonnen baan moest later wijken voor de aanleg van de A2, maar was tot 2012 zichtbaar in het landschap.

### 1920-1965: dempen overlaat, woningbouw en Geusseltpark

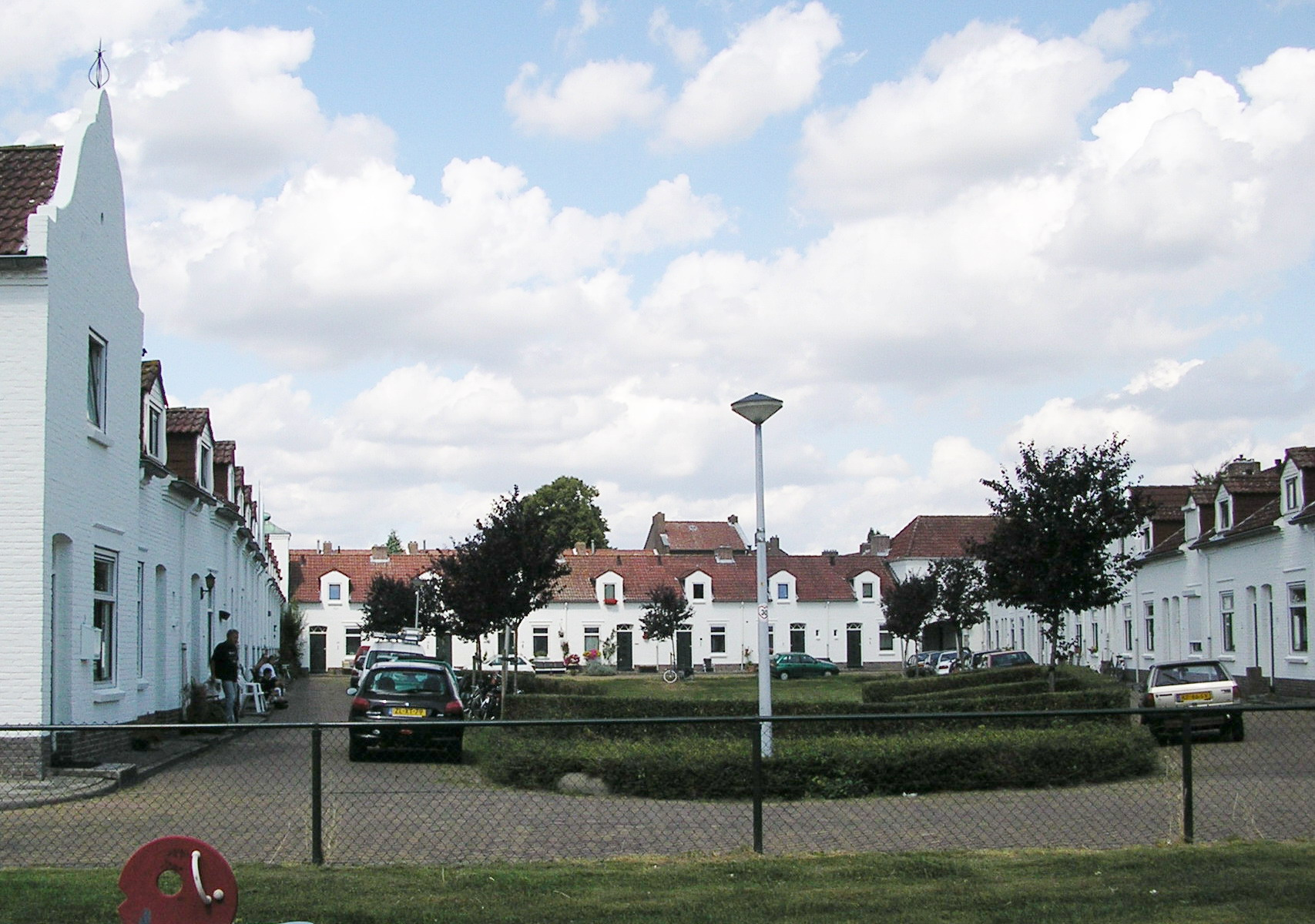
Arbeiderswoningen uit de jaren 1920 aan het Schepenenplein

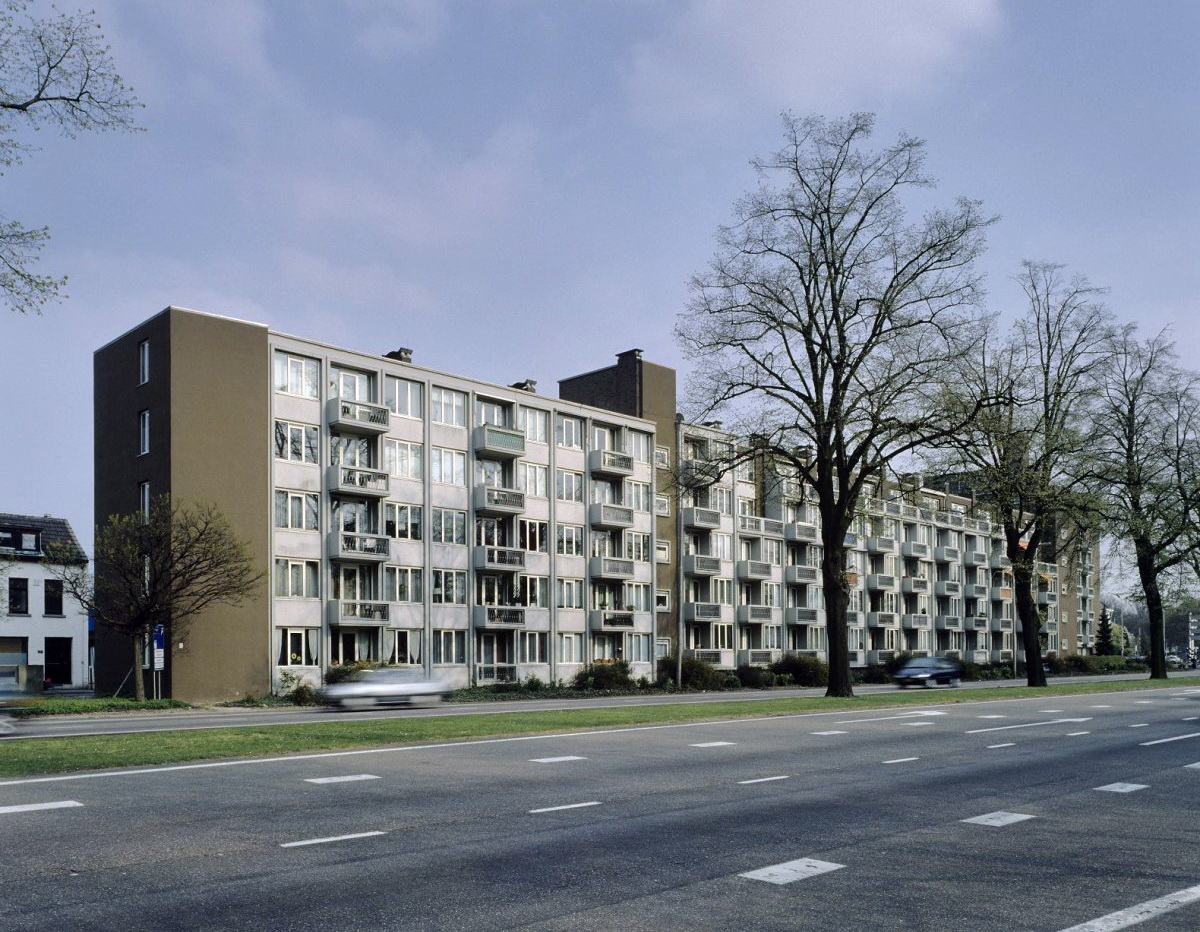
Gemeenteflat (1949) aan de autoweg

De ontwikkeling van het Wittevrouwenveld kwam pas goed op gang toen het gebied, dat voorheen tot de gemeente Amby behoorde, in 1920 door Maastricht werd geannexeerd. Het nieuwe gebied werd primair bestemd voor de bouw van arbeiderswoningen. De eerste complexen verrezen in de jaren 1920. Aan de Frankenstraat, Eburonenweg en Koning Clovisstraat vond ook particuliere woningbouw plaats. De Frankenstraat groeide uit tot de winkelstraat van de nieuwe buurt, die Oostermaas werd genoemd.
Het westelijk deel van Wittevrouwenveld lag tot de jaren 1930 in het winterbed van de Maas. In dit gebied lag een oude rivierarm, die bij hoog water onder water liep, waardoor een groot deel van de bebouwde oostoever van Maastricht door het Maaswater werd omsloten. Bij de werkverschaffing tijdens de crisisjaren 1930-40 werd de overlaat gedempt met behulp van leem, afkomstig uit een groeve in Heer.
Tijdens de Tweede Wereldoorlog werd een begin gemaakt met de uitbreidingsplannen Burgemeestersbuurt en Schepenenbuurt. Aan de Wittevrouwenweg werd in 1949 de eerste moderne galerijflat van Maastricht gebouwd, de Gemeenteflat van architect Frans Dingemans. In 1959 werd de tot dan toe rustige Wittevrouwenweg langs de oostzijde van het plein omgebouwd tot de N2-traverse, die in de decennia daarna tot veel overlast leidde.
In het noordelijk deel van de buurt werd tijdens de Tweede Wereldoorlog door de Duitsers een klein vliegveld aangelegd, dat na de bevrijding van Maastricht in 1944 ook door de Amerikanen werd gebruikt. Na de oorlog raakte het buitengebruik door concurrentie van vliegveld Beek (tegenwoordig Maastricht Aachen Airport). Vanaf 1959 legde de gemeente hier het 44 ha grote Sportpark Geusselt aan, met onder andere het stadion De Geusselt.

### Na 1965: buurtsanering, Vogelaarwijk, tunnel en Groene Loper
In de jaren 1970-80 vonden in Wittevrouwenveld grootscheepse renovatieprojecten plaats, waarbij een groot aantal arbeiderswoningen werd afgebroken. Het westelijk deel van de buurt, nabij de begraafplaats Oostermaas, bestaat thans vrijwel uitsluitend uit straten met nieuwbouwwoningen. Op het terrein van de gesloopte villa Aldegonda aan de Scharnerweg werd begin deze eeuw een nieuwbouwproject met voornamelijk duurdere woningen gerealiseerd.
Samen met Limmel, Nazareth en Wyckerpoort verscheen Wittevrouwenveld in 2007 op de lijst van 40 wijken van minister Vogelaar. De Maastrichtse Vogelaarwijk kreeg de ongelukkige benaming Maastricht-Noordoost, ongelukkig omdat geen van deze buurten in Maastricht-Noordoost liggen. Door middel van extra investeringen hoopte men de probleemwijk om te vormen tot een 'prachtwijk'.

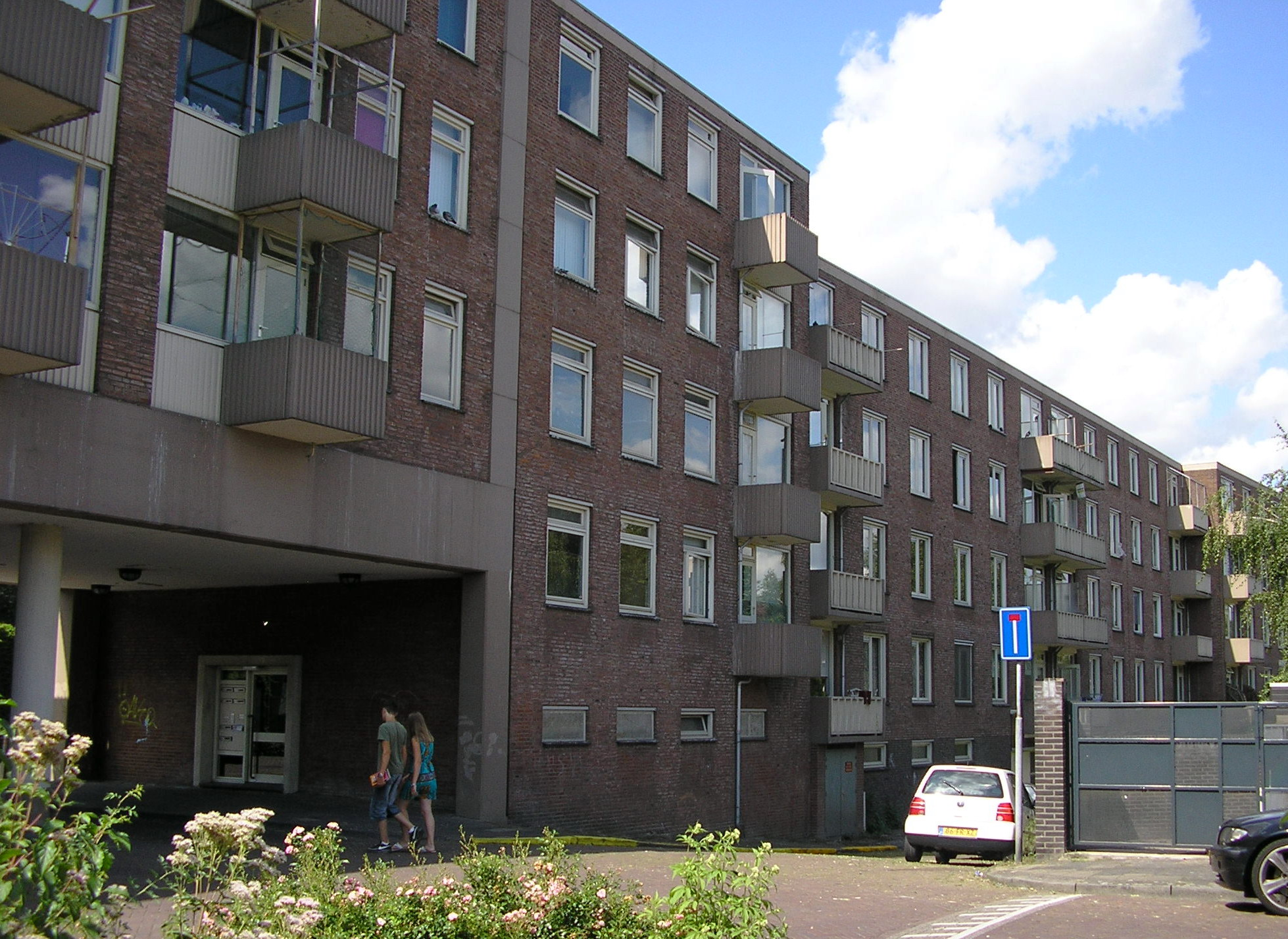
Inmiddels gesloopte flats langs de voormalige A2-traverse, 2009

De gemeente Maastricht, samen met diverse woningcorporaties, was al langer bezig Wittevrouwenveld en de andere buurten in de Vogelaarwijk Noordoost nieuwe kansen te bieden. Dit leidde tot een gezamenlijk plan voor Wyckerpoort en Wittevrouwenveld, waarbij het gebied rondom het Voltaplein en de kerk van Peutz een nieuw centrum voor de dubbelwijk moest gaan vormen. Onderdeel van de buurtvernieuwing was de bouw van een nieuw winkelcentrum aan het Voltaplein, de vernieuwing van de Electrobuurt, de verbouwing van de voormalige bewaarschool tot Trefcentrum, de herbestemming van de Sint-Theresiaschool tot werkplaatsen en de aanleg van een buurtparkje. Bij een onderzoek in 2016-17 bleek dat veel bewoners de buurt als onveilig ervaren. Veelgenoemde problemen waren drugsoverlast, verkeersonveiligheid (rondom het winkelgebied) en het dumpen van grofvuil.
De bouw van de A2-tunnel van 2010-17 had voor Wittevrouwenveld grote gevolgen. Een groot deel van de flats langs het stadstracé van de autoweg is gesloopt. Doordat in 2009 werd besloten dat er twee tunnels boven elkaar gebouwd zouden worden in plaats van één brede tunnel, kon de Gemeenteflat van architect Frans Dingemans, een rijksmonument, gespaard blijven. Na het gereedkomen van de tunnel in 2016, werd de President Rooseveltlaan ingericht als groene stadsboulevard voor lokaal verkeer en wandelpark. Door het opheffen van  de verkeersbarrière tussen Wyckerpoort en Wittevrouwenveld, werd gehoopt dat deze buurten meer gebruik zullen maken van elkaars voorzieningen. Ook zullen hier honderden woningen worden gebouwd, deels ter vervanging van de gesloopte flats. Anno 2020 zijn de eerste woningen in aanbouw.

## Voorzieningen en gemeenschapsleven

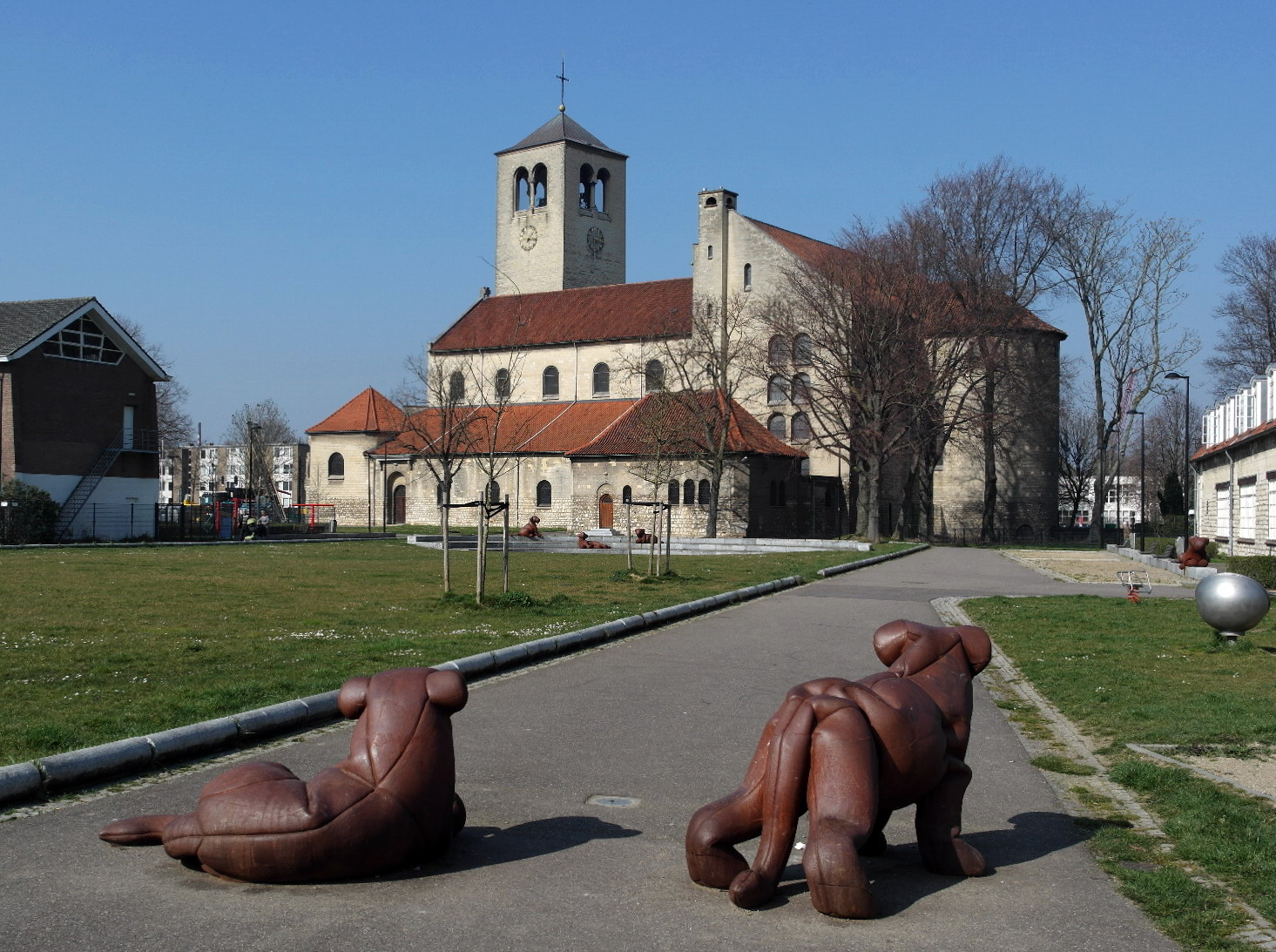
Buurtpark met kunstwerk en Onze-Lieve-Vrouw-van-Lourdeskerk

Wittenvrouwenveld kent relatief goede voorzieningen op het gebied van winkels en horeca. In het kader van de herstructurering van Maastricht Noordoost kreeg Wittevrouwenveld een nieuw buurtwinkelcentrum aan het Voltaplein, dat tevens bedoeld is voor Wyckerpoort. Het bestaande winkelgebied aan de Frankenstraat is geherstructureerd en wordt verbonden met een bestaande supermarkt aan de Scharnerweg, die in 2017 is vernieuwd en uitgebreid. Dit winkelgebied het nieuwe hart van Maastricht-Oost, samen met te renoveren Gemeenteflat, het opnieuw ingerichte Koningsplein-Oranjeplein ('Koningspark') en een nieuw buurtpark op het voormalige Essent-terrein.
In Wittevrouwenveld bevinden zich twee kerken en twee scholen. De Onze-Lieve-Vrouw-van-Lourdeskerk is de rooms-katholieke parochiekerk. Een tweede parochiekerk, de Sint-Guliëlmuskerk, is sinds 4 januari 2015 aan de eredienst onttrokken.. Sinds 2017 is hierin de Lighthouse Christengemeente gevestigd. De internationale school United World College Maastricht ligt op een eilandje in de Geusseltvijver en ligt voor de helft in Wittevrouwenveld en voor de andere helft in Amby. In de voormalige Sint-Theresiaschool van architect Peutz zijn diverse werkplaatsen ondergebracht van Het Werkhuis en Caracola. De oude bewaarschool, eveneens van Peutz, is aan de kant van de Edisonstraat uitgebreid en huisvest thans een nieuw buurthuis ('t Trefcentrum).
Wittevrouwenveld beschikt over een aantal bovenlokale sportvoorzieningen in het Geusseltpark, zoals het voetbalstadion Geusselt (thuisbasis van de profvoetbalclub MVV) en het in 2013 geopende Geusseltbad.
De buurt is bekend vanwege het 'Manus van Alles'-feest. Dit jaarlijkse buurtfeest, in 2000 begonnen als een braderie, is inmiddels uitgegroeid tot een buurtoverstijgend, multicultureel festival.

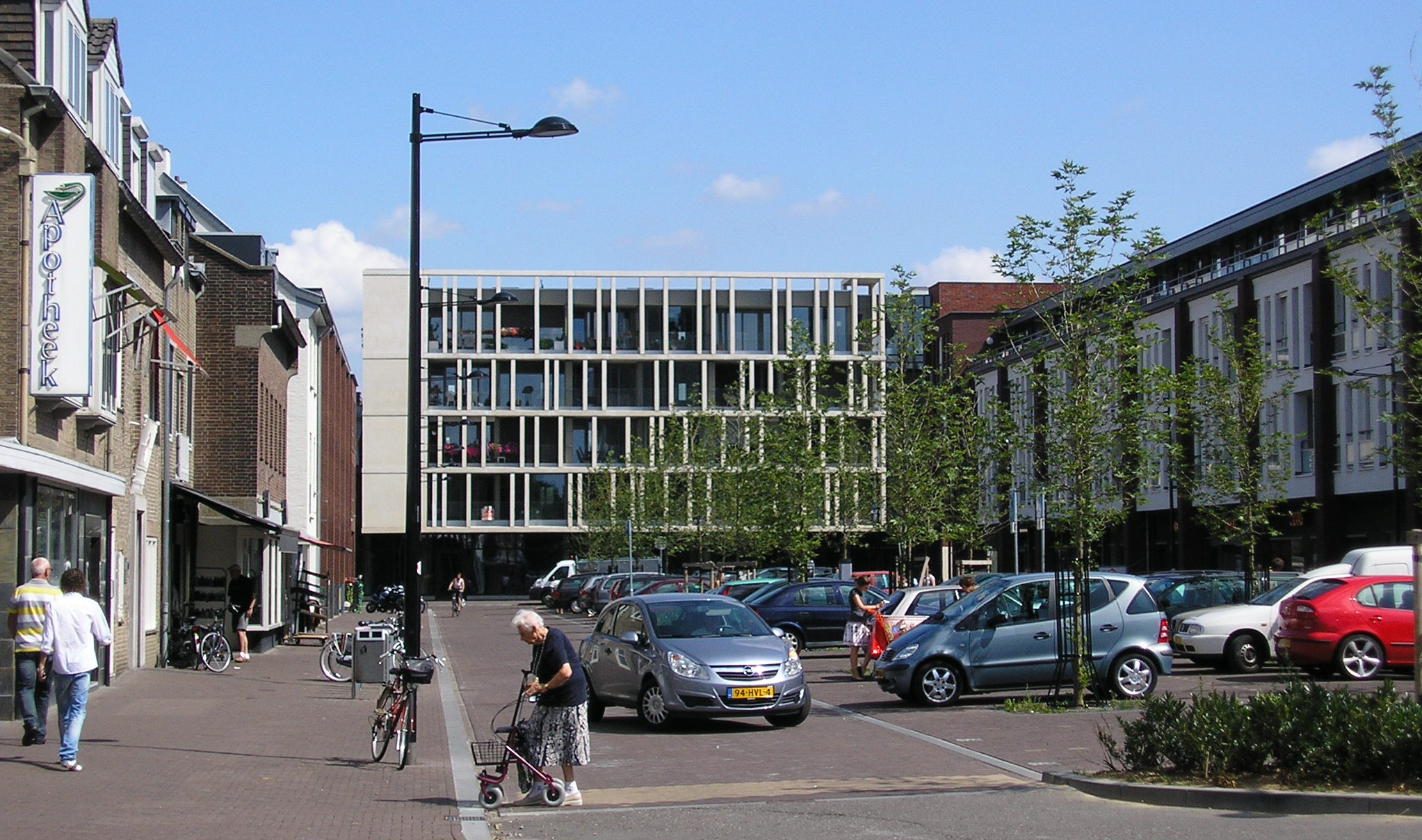
Voltaplein
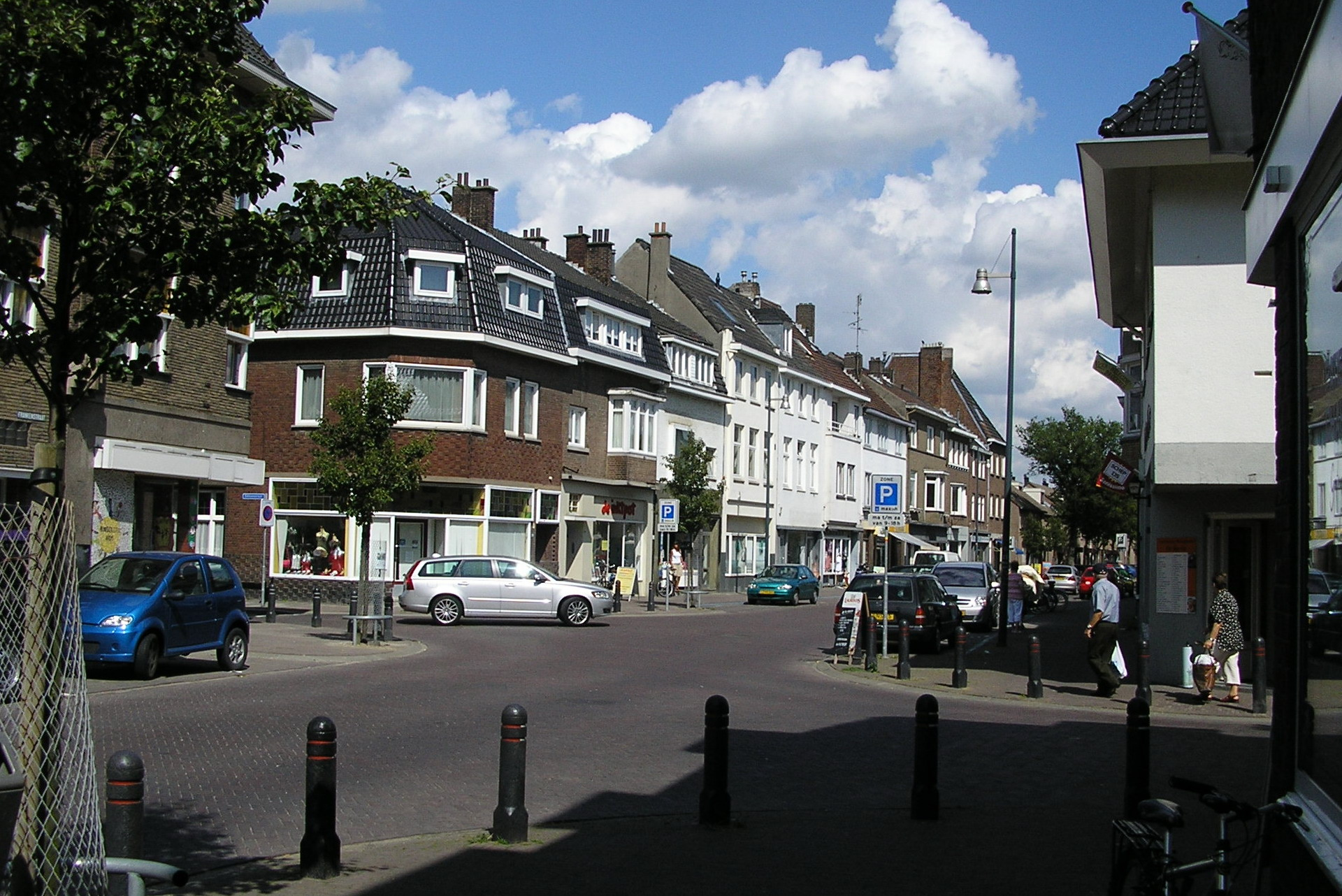
Frankenstraat
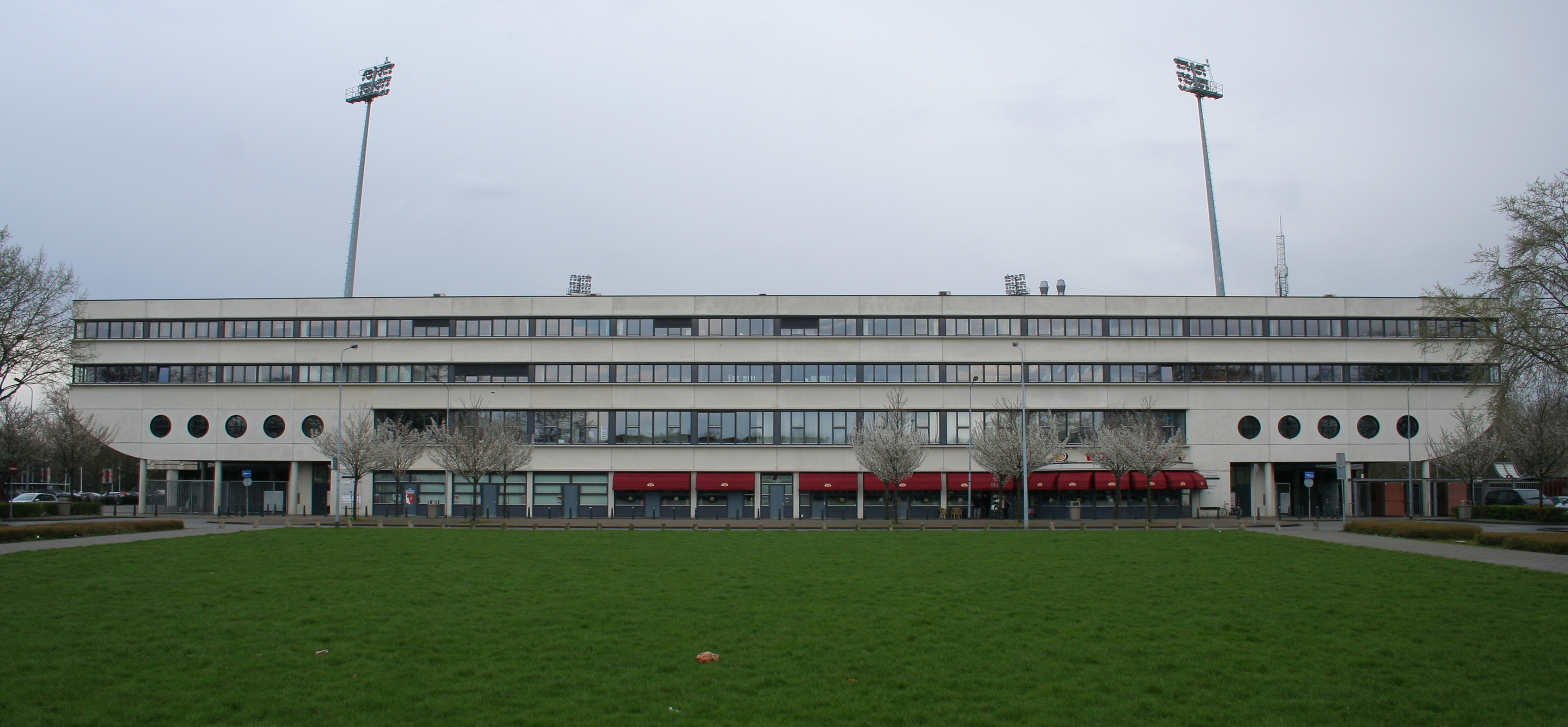
Geusseltstadion
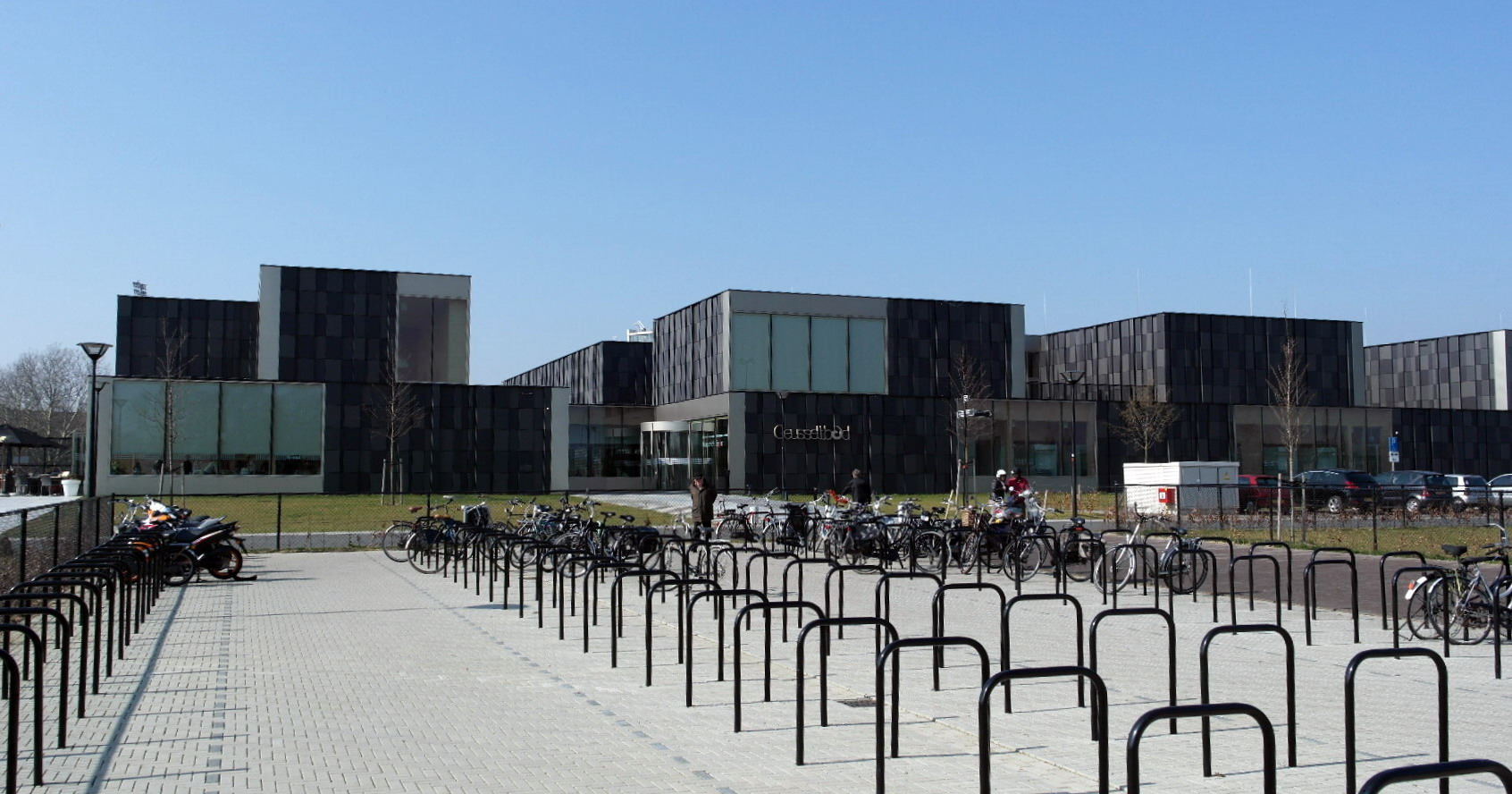
Geusseltbad

## Architectuur en stedenbouw

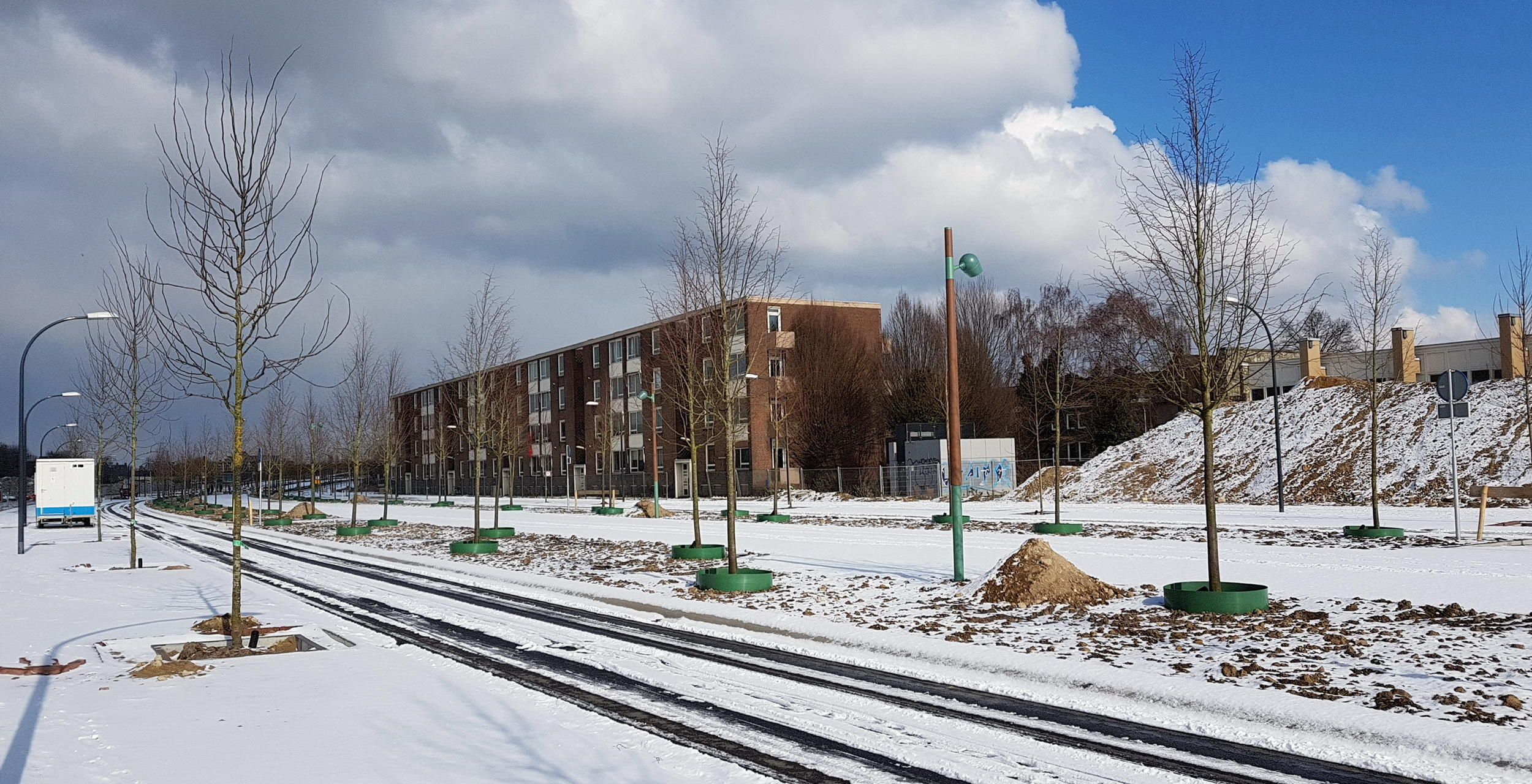
Opnieuw in te richten gebied van de 'Groene Loper'

In de jaren 1930 ontwierp de Heerlense architect Frits Peutz in Wittevrouwenveld achtereenvolgens de Sint-Theresiaschool (1931), de villa Sonnehuys (1933), de Onze-Lieve-Vrouw-van-Lourdeskerk (1936), de bewaarschool (1936) en, ten slotte, de jongensschool aan de Burgemeester van Oppenstraat (1949). Alphons Boosten maakte het ontwerp voor twee ingenieurswoningen en een schakelstation aan de Rooseveltlaan (1921) en de pastorie (1925), naast de kerk van Peutz. De aan het Koningsplein gelegen Gemeenteflat van Frans Dingemans uit 1948 is sinds 2009 een rijksmonument. De voormalige Sint-Guiliëlmuskerk van architect Jos Muré dateert uit 1958.
Aan de noordoostrand van de buurt ligt het 17e-eeuwse Kasteel Geusselt in het Geusseltpark. Het park is door middel van de Groene Loper verbonden met zowel het Vrijheidspark als het Buitengoed Geul & Maas. In dit park ligt ook het Stadion Geusselt uit 1961, dat in 1987 ingrijpend verbouwd is. Naast het stadion staat het hoogste gebouw in dit deel van Maastricht, het 50 meter hoge Ondernemingshuis van architect Arno Meijs uit 2000. Het gebied rondom het stadion is nog in ontwikkeling en zal de komende jaren verder worden bebouwd (o.a. kantoren en appartementen). Het Geusseltbad en de campus van het United World College Maastricht zijn gereed, het sportpark is opnieuw ingedeeld en het overgebleven gebied is ingericht als park.

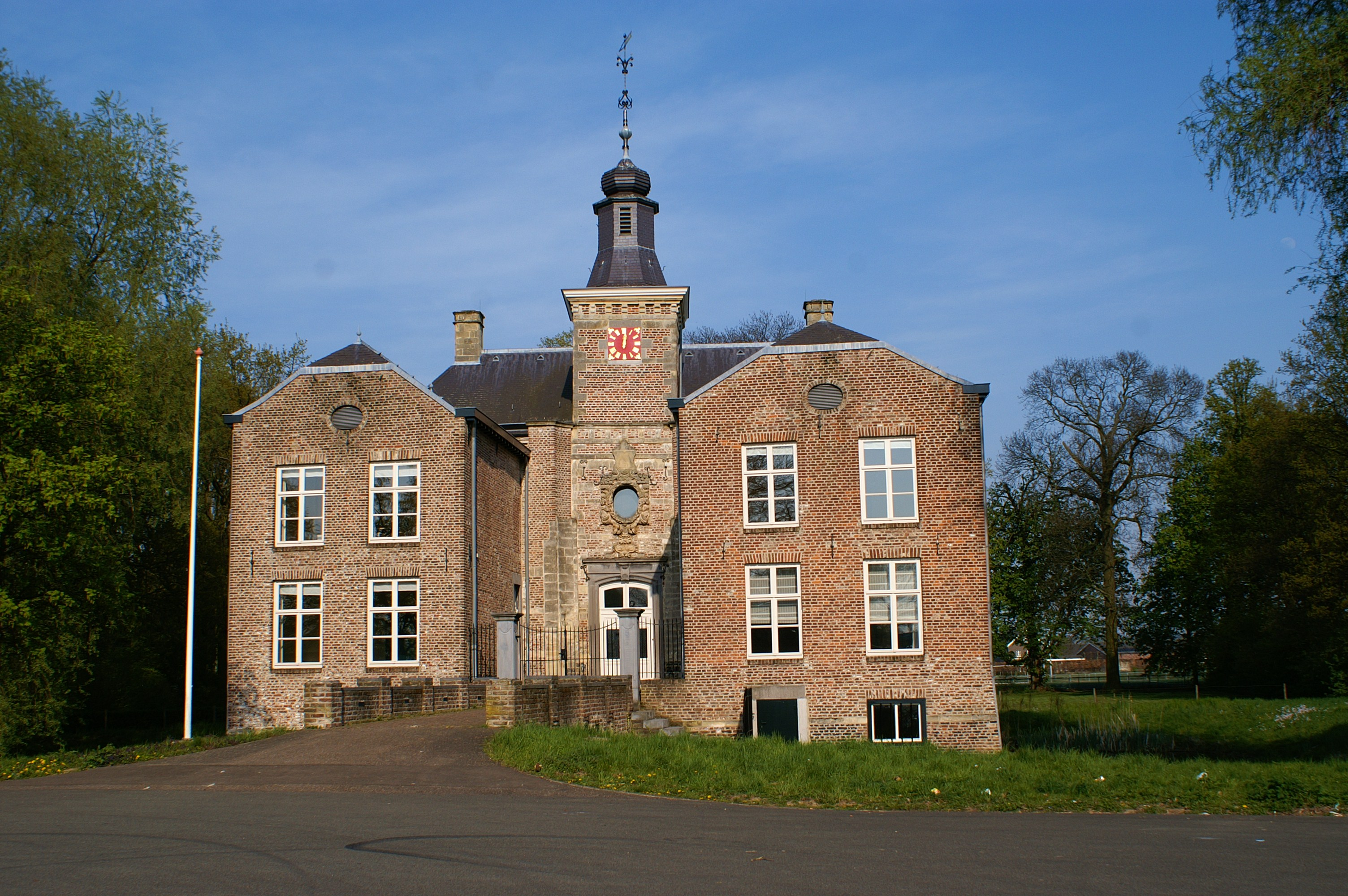
Kasteel Geusselt
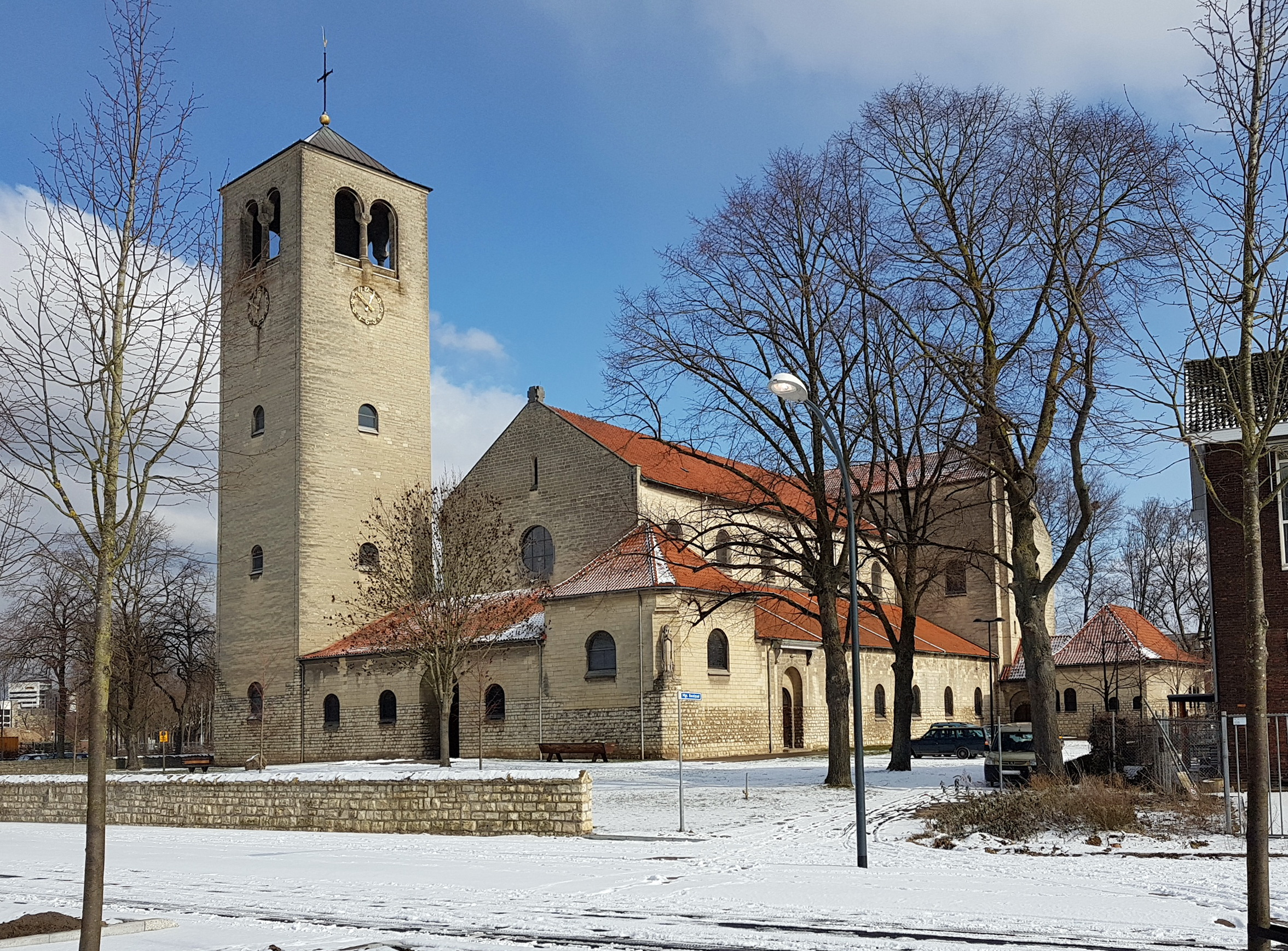
OLV-van-Lourdeskerk
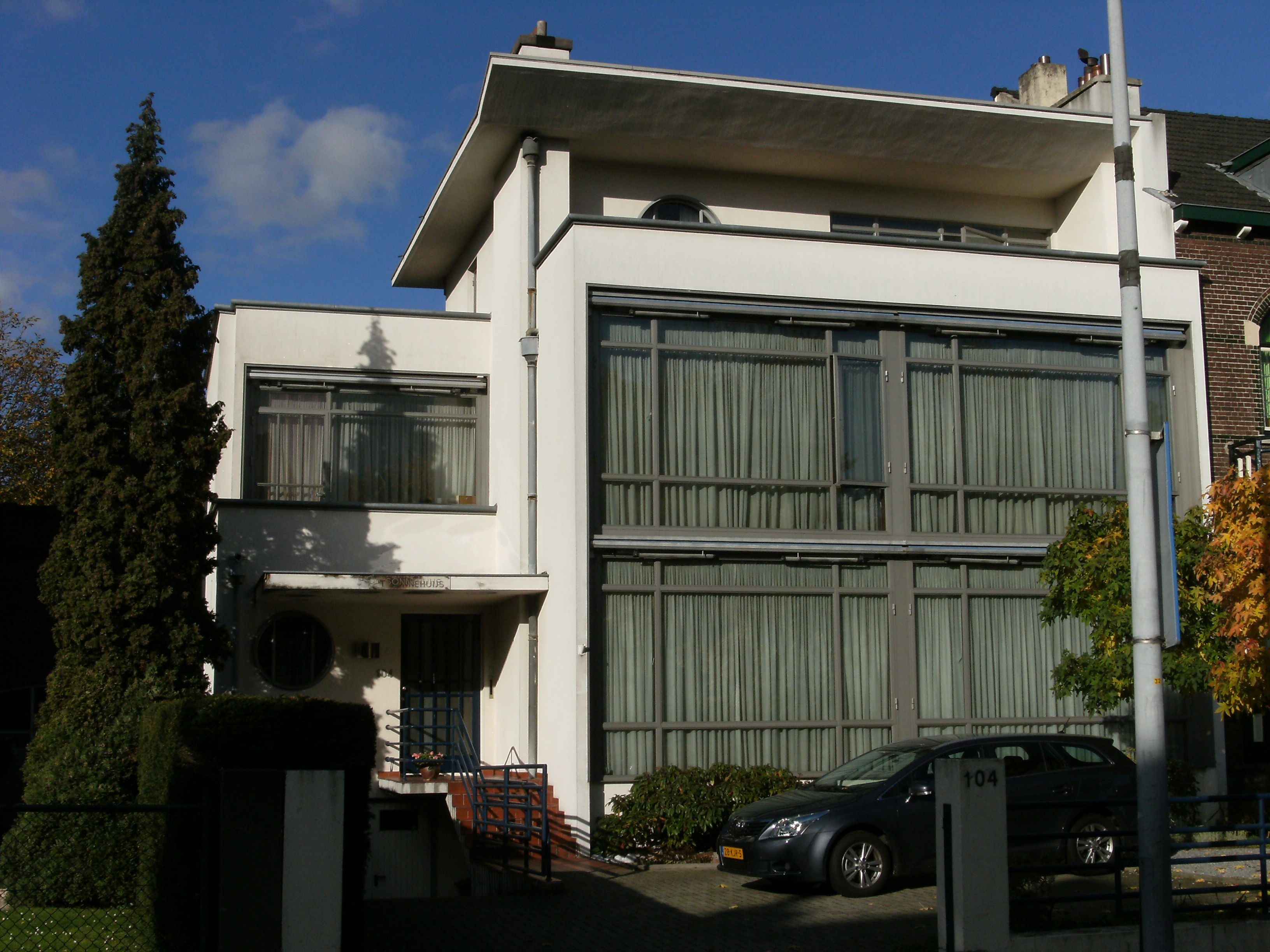
Sonnehuys, Scharnerweg
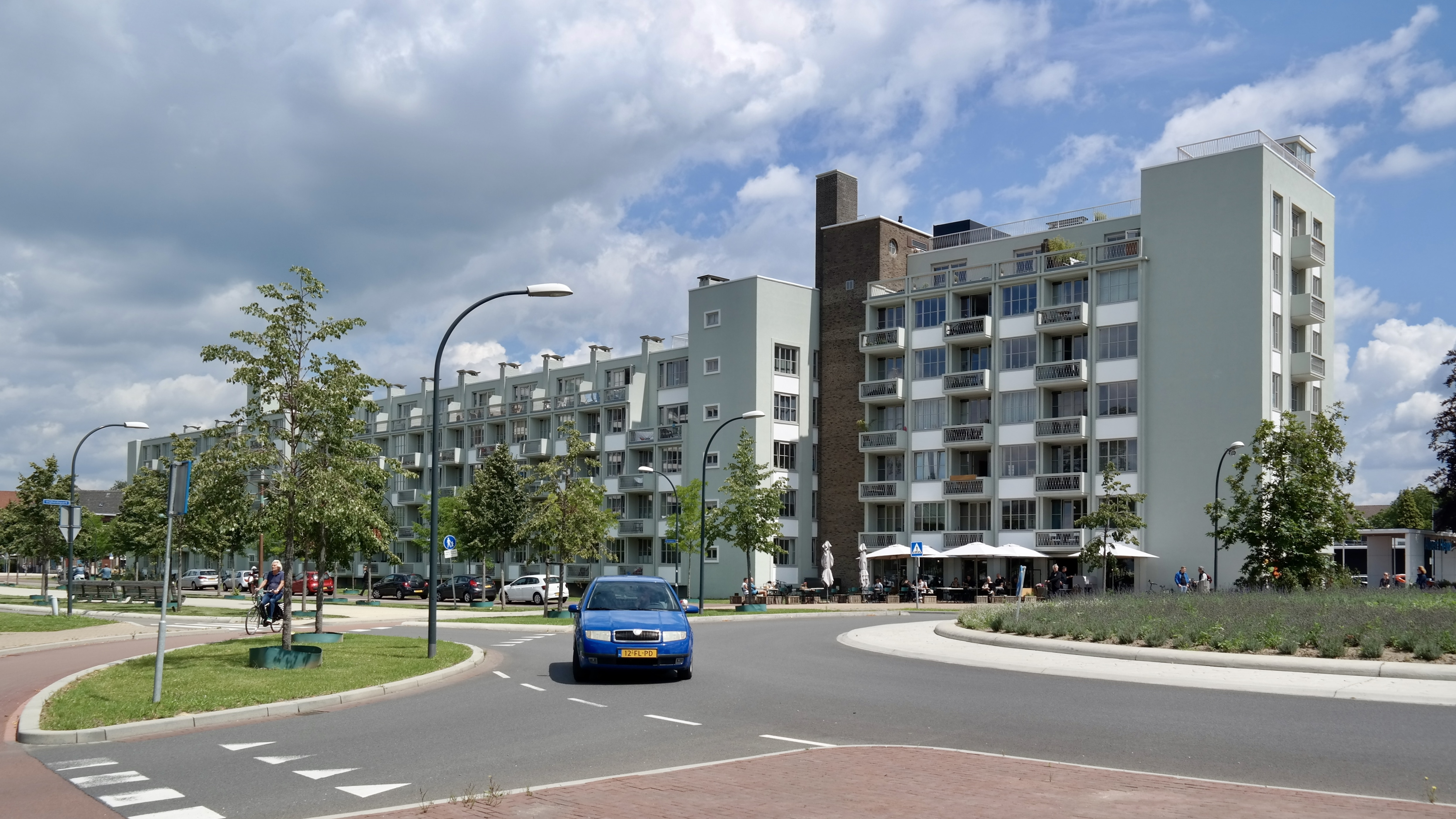
De Gemeenteflat in 2020